# Victor D'Hondt
Victor D'Hondt (Gent, 20. studenog 1841., Gent, 30. svibnja 1901.)
Victor Joseph Auguste D'Hondt, belgijski pravnik, bio je profesor općeg i građanskog prava na Sveučilištu u Gentu. Poznat je po tome što se zalagao za uvođenje metode raspodjele glasova u zastupnička mjesta koja se njemu u čast naziva D'Hondtova metoda.
D'Hondt je 1881. s istomišljenicima osnovao društvo za promjenu izbornog sustava u Belgiji. Glavnu su polemiku vodili s pristašama metode najvećih ostataka. Pri toj metodi mogu se dogoditi neugodne anomalije, primjerice da lista s natpolovičnim brojem glasova nema natpolovičan broj mandata. Uspjeli su koncem 1889. kada je D'Hondtova metoda zakonski usvojena u belgijskom izbornom sustavu. Vremenom su je prihvatili u većini europskih zemalja i u mnogim zemljama svijeta.
D'Hondt je objavio nekoliko radova u kojima je opisao tu metodu, njena svojstva i primjene.  U tim radovima ima nekih elemenata matematike pa se D'Hondta često smatra i matematičarom.

## Vanjske poveznice
- https://www.ugentmemorie.be/personen/dhondt-victor-1841-1901